# Communauté d'agglomération de Castres-Mazamet
La communauté d'agglomération de Castres-Mazamet est une communauté d'agglomération française, située dans le département du Tarn et la région Occitanie.

## Historique
La Communauté d'Agglomération Castres-Mazamet est créée le 16 décembre 1999 par transformation du District en Communauté d'Agglomération.
Depuis février 1993, Castres et sa ville voisine Mazamet sont associées, avec aussi les villes de Labruguière et Aussillon, ainsi que douze villages adhérents (soit 16 communes au total), dans une intercommunalité sud-tarnaise, qui s'appelait au départ le "District Castres-Mazamet" , le Président étant alors Jacques Limouzy, ancien Ministre, Député-Maire de Castres . Puis cette intercommunalité devient la "Communauté d'Agglomération Castres-Mazamet" en décembre 1999 , le Président étant Bernard Raynaud, Adjoint-au-Maire de Castres . De 2001 à 2008, le Président est de nouveau Jacques Limouzy, ancien Ministre, Député du Tarn (en fonction), ancien Maire de Castres, et Conseiller municipal de Castres (en place) . Depuis 2008, le Président est Pascal Bugis, par-ailleurs Maire de Castres.
Le 1er janvier 2017, les communes du Rialet et du Vintrou quittent la Communauté d'Agglomération Castres-Mazamet pour intégrer la Communauté de communes de la Haute Vallée du Thoré, faisant ainsi passer la Communauté d'Agglomération Castres-Mazamet de 16 communes adhérentes à 14.
La Communauté d'Agglomération Castres-Mazamet regroupe aujourd'hui 14 communes (qui étaient déjà adhérentes lors de la création de l'intercommunalité en 1993) , avec une population totale qui s'approche de 80.000 habitants , 55 % habitent dans la "ville-centre" Castres , 13 % dans la ville de Mazamet , et le reste dans les communes périphériques .
Notons qu'en réalité le Bassin-de-vie de Castres-Mazamet compte un peu plus de 100.000 habitants , cela signifie donc que certaines communes de ce bassin-de-vie ne sont pas (encore) adhérentes de cette communauté d'agglomération .

## Territoire communautaire

### Composition
Avec 78 974 habitants en 2022, la Communauté d'Agglomération Castres-Mazamet continue d'augmenter sa population. Cette intercommunalité étant composée de 14 communes  adhérentes :

| Nom               | Code Insee | Gentilé          | Superficie (km2) | Population (dernière pop. légale) | Densité (hab./km2) |
| ----------------- | ---------- | ---------------- | ---------------- | --------------------------------- | ------------------ |
| Castres (siège)   | 81065      | Castrais         | 98,17            | 42 700 (2022)                     | 435                |
| Aiguefonde        | 81002      | Aiguefondais     | 19,13            | 2 507 (2022)                      | 131                |
| Aussillon         | 81021      | Aussillonnais    | 10,26            | 5 617 (2022)                      | 547                |
| Boissezon         | 81034      | Boissezonnais    | 19,36            | 392 (2022)                        | 20                 |
| Caucalières       | 81066      | Caucaliérois     | 12,8             | 288 (2022)                        | 22                 |
| Labruguière       | 81120      | Labruguiérois    | 60,73            | 6 567 (2022)                      | 108                |
| Lagarrigue        | 81130      | Lagarriguois     | 4,86             | 1 786 (2022)                      | 367                |
| Mazamet           | 81163      | Mazamétains      | 72,08            | 10 123 (2022)                     | 140                |
| Navès             | 81195      | Navessols        | 9,75             | 690 (2022)                        | 71                 |
| Noailhac          | 81196      | Noailhacois      | 20,77            | 835 (2022)                        | 40                 |
| Payrin-Augmontel  | 81204      | Payrinois        | 12,84            | 2 193 (2022)                      | 171                |
| Pont-de-Larn      | 81209      | Pont-de-l'Arnais | 34,51            | 2 866 (2022)                      | 83                 |
| Saint-Amans-Soult | 81238      | Saint-Amantais   | 24,87            | 1 524 (2022)                      | 61                 |
| Valdurenque       | 81307      | Valdurenquois    | 5,99             | 886 (2022)                        | 148                |

### Démographie
| 1968   | 1975   | 1982   | 1990   | 1999   | 2009   | 2014   | 2021   | 2022   |
| ------ | ------ | ------ | ------ | ------ | ------ | ------ | ------ | ------ |
| 78 963 | 85 085 | 84 191 | 82 670 | 79 878 | 79 712 | 78 313 | 78 831 | 78 974 |

## Administration

### Siège
Le siège de la communauté d'agglomération est situé à Castres.

### Les élus
Le conseil communautaire de la communauté d'agglomération se compose de 58 conseillers, représentant chacune des communes membres et élus pour une durée de six ans.
Ils sont répartis comme suit :
| Nombre de conseillers | Communes                                                |
| --------------------- | ------------------------------------------------------- |
| 29                    | Castres                                                 |
| 7                     | Mazamet                                                 |
| 4                     | Aussillon, Labruguière                                  |
| 2                     | Aiguefonde, Lagarrigue, Payrin-Augmontel, Pont-de-Larn, |
| 1 (+1 suppléant)      | les 6 autres communes                                   |

### Présidence
| Période                                  | Période    | Identité        | Étiquette                    | Qualité |
| ---------------------------------------- | ---------- | --------------- | ---------------------------- | --- |
| Les données manquantes sont à compléter. |            |                 |                              | |
| décembre 1999                            | avril 2001 | Bernard Raynaud | PRG (centre-gauche)          | Adjoint-au-Maire de Castres, 1er Vice-Président du Conseil Régional                                                                                        |
| avril 2001                               | avril 2008 | Jacques Limouzy | RPR puis UMP (divers droite) | ex Ministre (1969 → 1981) , Député du Tarn (en fonction) , ex Maire de Castres (1971 → 1977) et (1989 → 1995) , Conseiller municipal de Castres (en place) |
| avril 2008                               | en cours   | Pascal Bugis    | UMP puis DVD (divers droite) | Maire de Castres (2001 → ) |

### Régime fiscal et budget
Le régime fiscal de la communauté d'agglomération est la fiscalité professionnelle unique (FPU).